# وامپی
وامپی (نام علمی: Clausena lansium) نام یک گونه از تیره سدابیان و بومی جنوب شرقی آسیا است. ارتفاع درخت ۳ تا ۸ متر می‌رسد؛ که تا ۲۰ متر نیز ممکن است برسد.

## نگارخانه

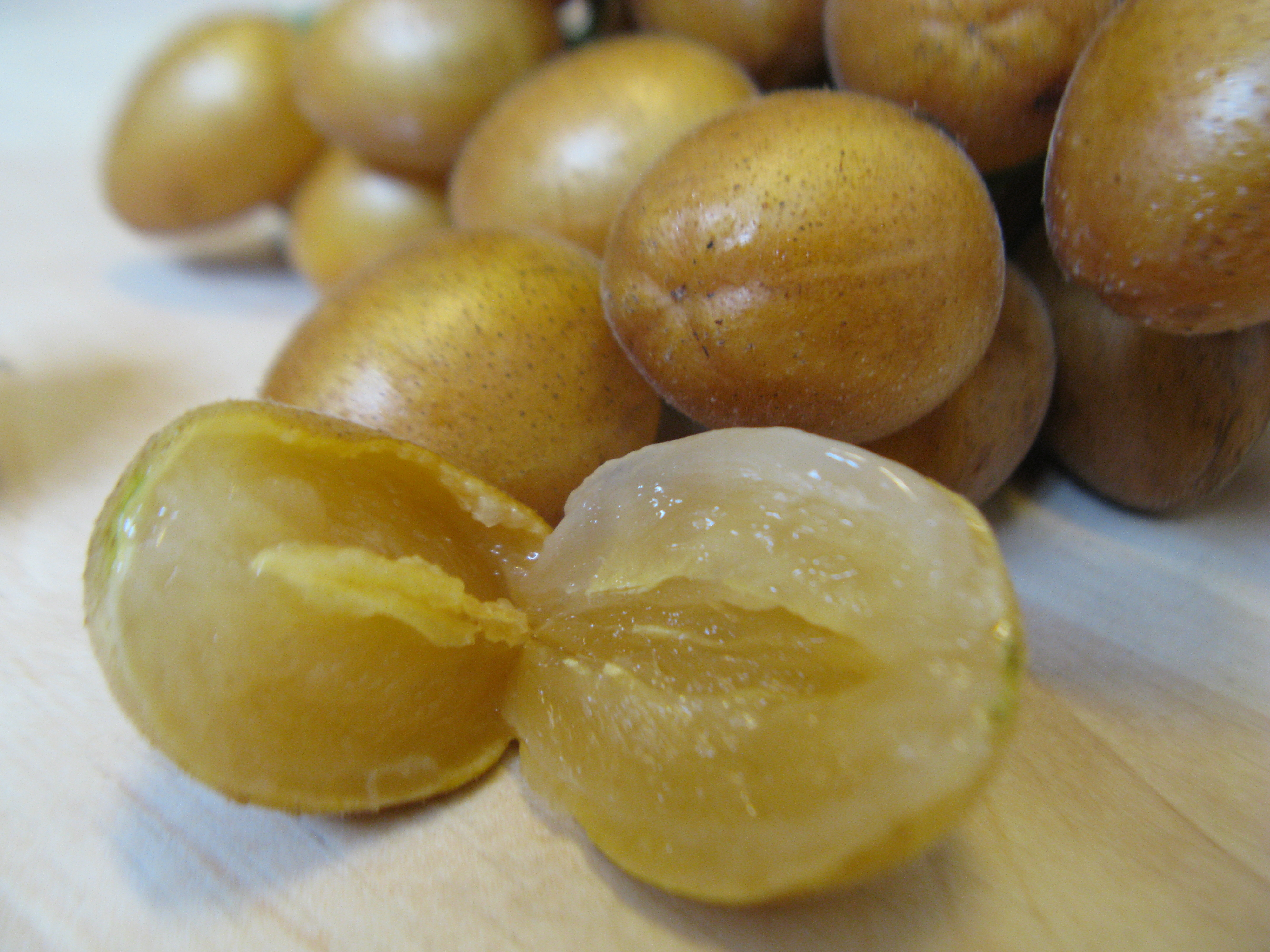
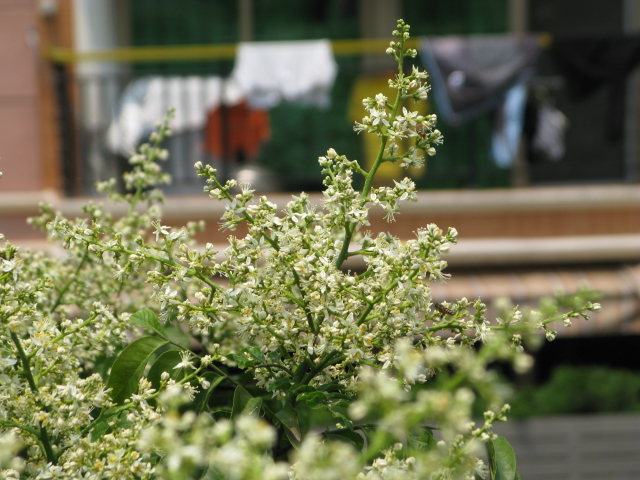
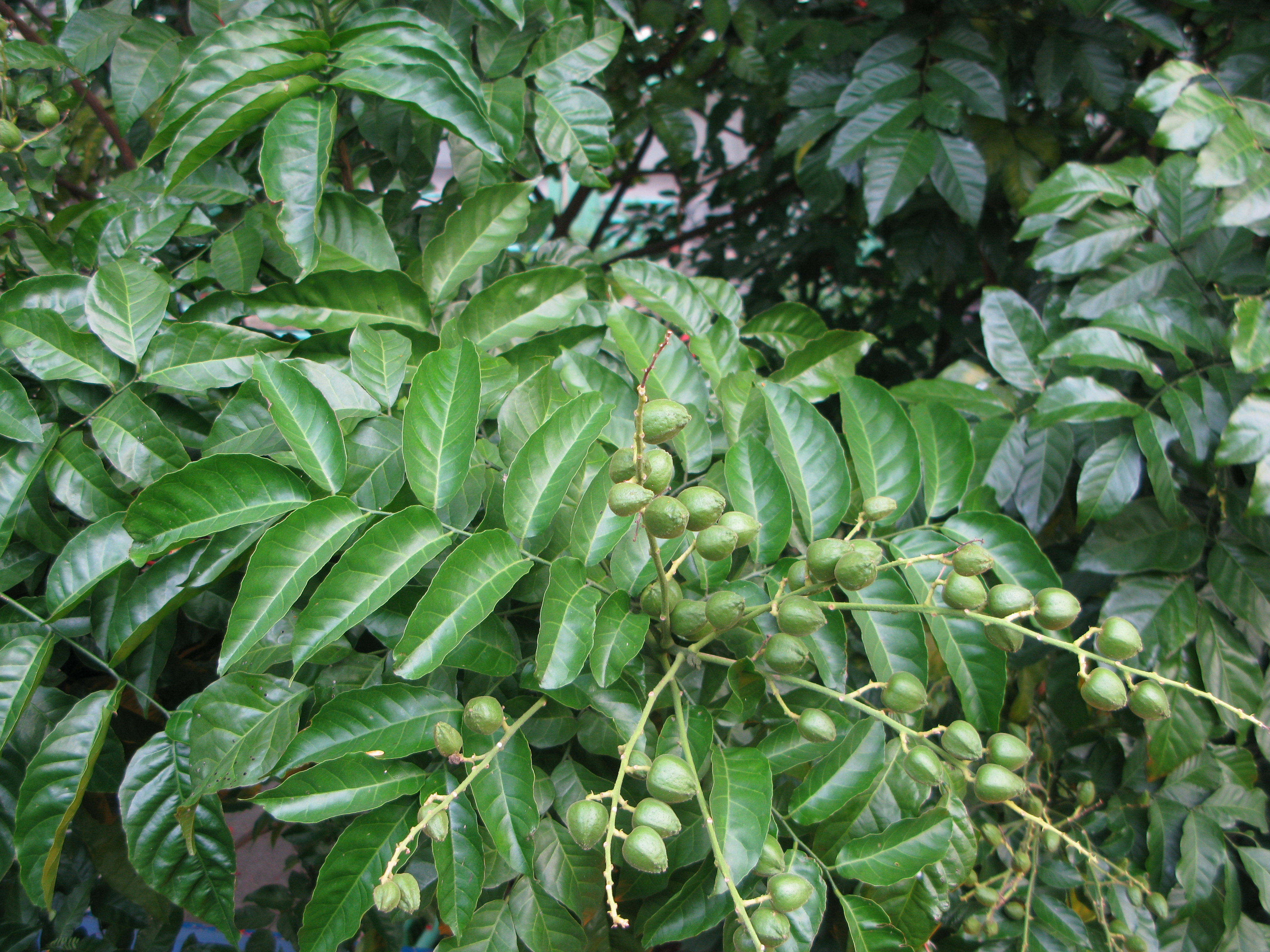
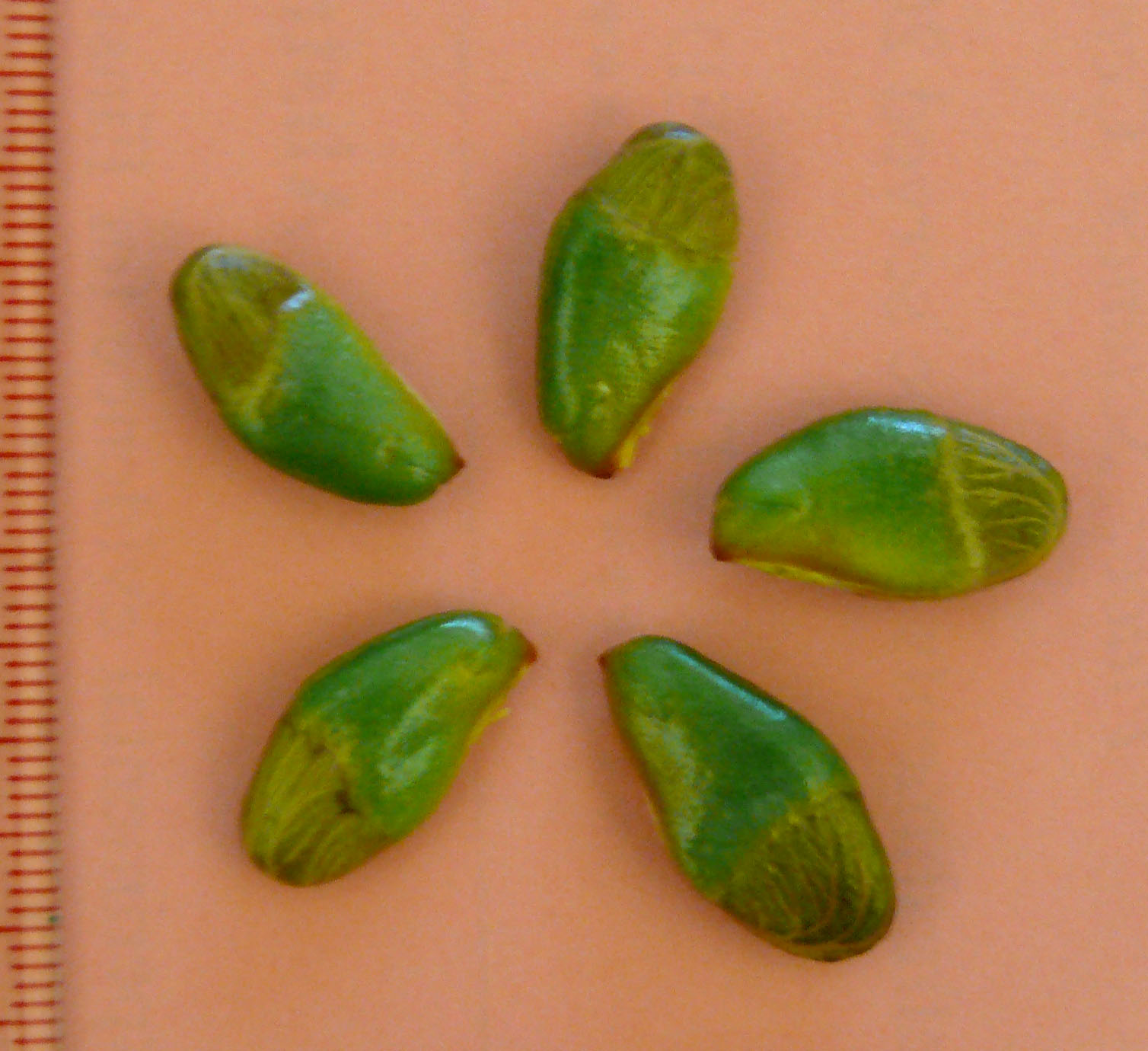